# 1988 NW
1988 NW är en asteroid i huvudbältet som upptäcktes 10 juli 1988 av den amerikanske astronomen Eleanor F. Helin vid Palomar-observatoriet.
Asteroiden har en diameter på ungefär 7 kilometer och den tillhör asteroidgruppen Eunomia.